# Epitenodera brevipennis
Epitenodera brevipennis es una especie de mantis de la familia Mantidae.

## Distribución geográfica
Se encuentra en Senegal, Togo y Chad.